# Себастијан Крисманић
Себастијан Едуардо Крисманић (шп. Sebastián Eduardo Crismanich, Коријентес, 30. октобар 1986) је бивши аргентински теквондиста. На Летњим олимпијским играма 2012. у Лондону постао је први аргентински спортиста који је освојио златну медаљу у појединачној конкуренцији после 1948. године.
Крисманић је потомак друге генерације далматинских исељеника са острва Брач. Његово оригинално презиме је Кризманић.

## Успеси
- Панамеричко првенство  (2) :  2006,  2008,  2014.
- Јужноамеричке игре  (2) :  2006,  2014,  2010.
- Панамеричке игре  (1) :  2011.
- Летње олимпијске игре (1) :  2012.[5]
- Награда Konex за спортске заслуге: 2020.[6]
- Међу 25 најбољих аргентинских спортиста 21. века према ESPN[7]